# Hamza Choudhury
Hamza Choudhury (Loughborough, 25 oktober 1997) is een Engels voetballer die doorgaans als defensieve middenvelder speelt. Hij stroomde in 2017 door vanuit de jeugd van Leicester City.

## Clubcarrière
Choudhury speelde in de jeugd van Leicester City. Tijdens het seizoen 2015/16 en het seizoen 2016/17 werd hij uitgeleend aan Burton Albion. Op 19 september 2017 debuteerde de middenvelder in het shirt van Leicester City in het bekerduel tegen Liverpool. Op 28 november 2018 debuteerde hij in de Premier League tegen Tottenham Hotspur.

## Interlandcarrière
Choudhury debuteerde in mei 2018 hij in Engeland –21, het eerste vertegenwoordigende nationale elftal waarvoor hij werd geselecteerd.

## Erelijst
| FA Cup | 1x | 2020/21 |